# 1866 aux États-Unis
Pour des articles plus généraux, voir Chronologie des États-Unis et 1866.
Chronologie des États-Unis
- 1862
- 1863
- 1864
- 1865
- 1866
- 1867
- 1868
- 1869
- 1870

Cette page concerne des événements d'actualité qui se sont produits durant l'année 1866 du calendrier grégorien aux États-Unis.

## Gouvernement
- Président : Andrew Johnson, Démocrate
- Vice-président :  vacant
- Secrétaire d'État : William Henry Seward
- Chambre des représentants - Président : Schuyler Colfax, Républicain

## Événements

### Janvier
- Janvier : le deuxième et actuel dôme du Capitole des États-Unis est achevé après onze années de travaux.
- 9 janvier : Fondation de l'université Fisk, une université traditionnellement noire.

### Février
- 12 février : le secrétaire d’État William Seward ordonne à Napoléon III de retirer ses troupes du Mexique[1].
- 13 février : le premier vol de banque en plein jour dans l'histoire des États-Unis en temps de paix a lieu à Liberty (Missouri). Ceci est considéré comme le premier vol commis par Jesse James et sa troupe, bien que le rôle de James est contesté.
- 26 février :Le crâne de Calaveras est un crâne humain mis au jour par des mineurs dans le comté de Calaveras en Californie. Il était censé prouver que les humains, les mastodontes et les éléphants avaient coexisté en Californie. Il a été démontré par la suite qu'il s'agissait d'un canular.

### Mars
- 17 mars : les États-Unis dénoncent le traité de réciprocité avec le Canada[2].
- 27 mars : reconstruction « présidentielle ». Andrew Johnson met son veto avec succès au projet de loi visant à renforcer le Bureau des Affranchis, organe fédéral chargé de la protection et de l’instruction des esclaves émancipés.

### Avril
- 2 avril : le Président des États-Unis Andrew Johnson proclame la fin des hostilités dans tous les États du Sud[3].
- 9 avril : malgré le veto présidentiel d'Andrew Johnson, le Congrès vote le Civil Rights Act de 1866[4], cette loi accorde la nationalité et la garantie des droits civiques à tous les Américains nés aux États-Unis, (et donc des esclaves émancipés), elle autorise aussi le gouvernement fédéral à intervenir dans les États pour les faire respecter. Cependant cette loi n'accorde pas le droit de vote à tous les citoyens américains.
  - Le président des États-Unis Andrew Johnson appelle les anciens Confédérés à rejeter le XIVe amendement du 16 avril (octroi des droits civiques aux Noirs, interdiction de toute fonction politique aux sudistes). Le Tennessee sera le seul État du Sud à le ratifier (24 juillet).
  - Johnson se lance dans une polémique contre ses adversaires à l’occasion des partielles, s’aliénant la plupart des modérés. Le pays réagit en accordant la majorité aux radicaux.
- 10 avril : fondation de l'American Society for the Prevention of Cruelty to Animals ou ASPCA[5] (en français : « Société américaine pour la prévention de la cruauté envers les animaux »), à New York.

### Mai
- 1er-3 mai :  Émeutes de Memphis (Tennessee) contre les Noirs : 46 Noirs et deux sympathisants blancs sont assassinés, cinq femmes violées et des habitations, des écoles et des églises incendiées[6].

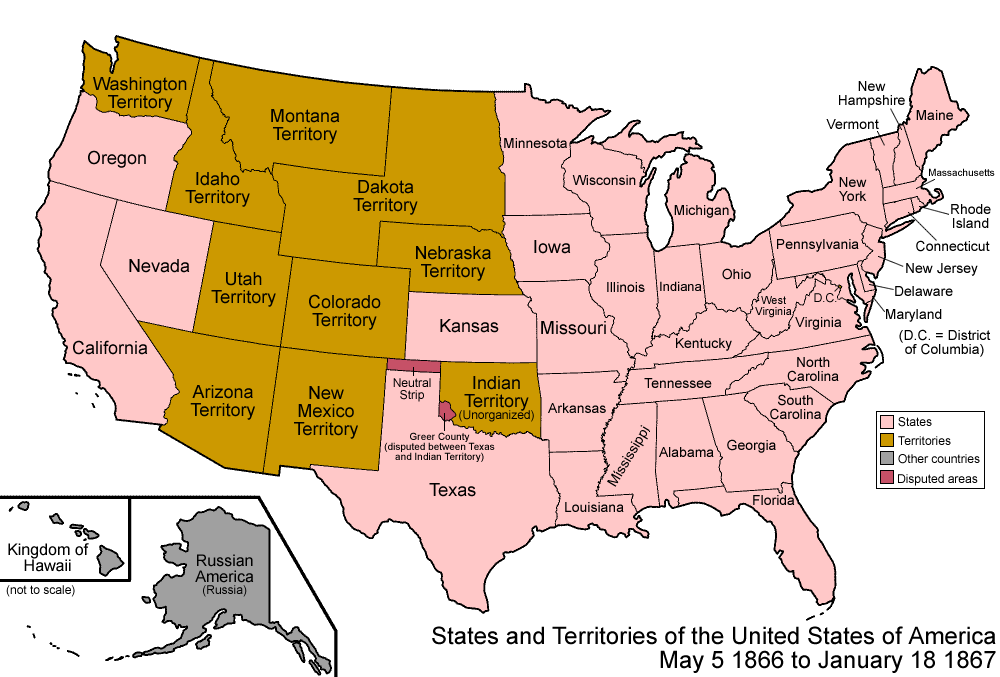
5 mai 1866 - 18 janvier 1867

- 5 mai : la frontière orientale du Nevada passe du 38e méridien à l'ouest de Washington au 37e, par transfert de terres du Territoire de l'Utah[7].

### Juin
- 5 juin, Fort Laramie : ouverture de négociations entre les chefs Sioux (dont Red Cloud) et le gouvernement des États-Unis pour établir une piste de pionniers à travers leurs territoires de chasse. Elles échouent le 8 juin après l’arrivée des forces de Henry B. Carrington chargées de construire des forts pour sécuriser la piste. Début de la révolte des Sioux (guerre de Red Cloud)[8].

### Juillet
- 4 juillet : le grand incendie de Portland (Maine) se déclare à l'occasion de la commémoration du 4 juillet (Fête nationale des États-Unis). Les dégâts sont considérables, et 10 000 personnes se retrouvent privées de logis.
- 9 juillet : la Mississippi and Missouri Railroad Company est acquise par Chicago and Rock Island Railroad pour constituer la société Chicago, Rock Island and Pacific Railroad
- 9-24 juillet : incident du Général Sherman : Un navire de la marine marchande américaine qui visite la Corée est attaqué et doit se défendre pendant plusieurs jours avant d'être détruit. Cet événement accélérera la fin de l'isolationnisme coréen au XIXe siècle.
- 24 juillet : le Tennessee est le premier État sudiste à être réadmis dans l'Union.
- 27 juillet : premier câble télégraphique transatlantique reliant les États-Unis à l’Europe posé par l’industriel américain Cyrus W. Field[9].
- 28 juillet : le Président des États-Unis signe une loi votée par le Congrès qui autorise, (mais n'ordonne pas), l'utilisation du système métrique.
- 30 juillet : émeutes contre les Noirs à la Nouvelle-Orléans, 35 Noirs et trois Blancs sont tués[6].

### Août
- 20 août : 
  - Johnson déclare la fin de la guerre de Sécession[10] ; les combats ont en réalité cessé plus d’un an auparavant. Il met son veto à une loi attribuant aux anciens esclaves un terrain et une mule.
  - Ouverture du congrès de Baltimore : naissance du «National Labor Union (en) », première fédération nationale de syndicats, proche de la Première Internationale. Il ne survivra pas à la crise de 1873[11].
- 23 août : le congrès du National Labor Union (en) réclame la journée de huit heures[12].

### Novembre
- 10 novembre : élections législatives. Les Républicains contrôlent 78 % des sièges de la chambre et 86 % des sièges du Sénat. 
  - Les républicains radicaux, majoritaires au sein du parti, initie le programme "Reconstruction radical". Les gouvernements civils nommés dans les États du Sud par le président Johnson sont démis de leur poste par le nouveau Congrès. Les treize États "confédérés" sont placés sous contrôle direct de l'armée qui initie des programmes de reconstruction qui s'appuyaient sur des hausses d'impôts pour établir et étendre le réseau ferré et construire des écoles publiques. Le Civil Rights Act (garantissant le droit de vote des Noirs notamment) est appliqué sous contrôle de l'armée. Cette occupation militaire du Sud par le Nord crée des tensions parfois violentes (émeutes durement réprimées, corruption...) avec la population des anciens États confédérés. Le Congrès ordonne, pour garantir le succès du programme de Reconstruction, le déploiement de 20 000 soldats de l'armée des États-Unis pour occuper le Sud.

### Décembre
- Décembre : L'arrêt Ex parte Milligan est rendu par la Cour suprême des États-Unis, il définit la suspension de l'Habeas Corpus et déclare anticonstitutionnel le recours à des tribunaux militaires pour juger des civils en des lieux où les tribunaux réguliers sont opérationnels et ce, même en temps de guerre.
- 21 décembre : massacre Fetterman, ou Battle of a Hundred Slain. Attirés par une ruse des Sioux, Fetterman et son détachement sont massacrés. il y a 81 morts[13].
- Création du quotidien Green Bay Gazette à Green Bay (Wisconsin).
- Fondation du Muséum d'histoire naturelle Peabody, situé dans l’université Yale par le philanthrope George Peabody, au bénéfice de son neveu Othniel Charles Marsh, paléontologue.
- Publication de la nouvelle Behind a Mask écrit par Louisa May Alcott.
- Création de la société General Mills, à Minneapolis, sur les rives du Mississippi.
- Fondation de la société d'édition Henry Holt & Company à New York.

## Décès
- 24 janvier : George Ord, ornithologue, né à Philadelphie en 1781.

#### Articles généraux
- Histoire des États-Unis de 1865 à 1918
- Évolution territoriale des États-Unis